# This Is the Police
This Is the Police (укр. Це Поліція) — відеогра у жанрі пригодницької стратегії, розроблена білоруською студією Weappy Studio і видана Nordic Games 2 жовтня 2016 року для платформ Windows, MacOS й Linux. У 2017 році була випущена версія гри для PlayStation 4, Xbox One та Nintendo Switch; в 2018 для мобільних пристроїв.
Дія відбувається у вигаданому містечку Фрібург у 1985 році. Гравець приймає на себе роль шефа поліції, Джека Бойда, який готується піти у відставку під тиском корумпованого мера. Персонаж повинен керувати поліцейським відділком і за 180 ігрових днів заробити 500 тисяч доларів аби забезпечити собі пенсію.
Гра отримала змішані відгуки: критики похвалили сюжет і гарний дизайн, але їм не сподобалася одноманітність геймплею; вони відзначили, що гра може набриднути, якщо провести за нею досить багато часу.
У 2018 році вийшов сиквел This Is the Police 2.

## Геймплей

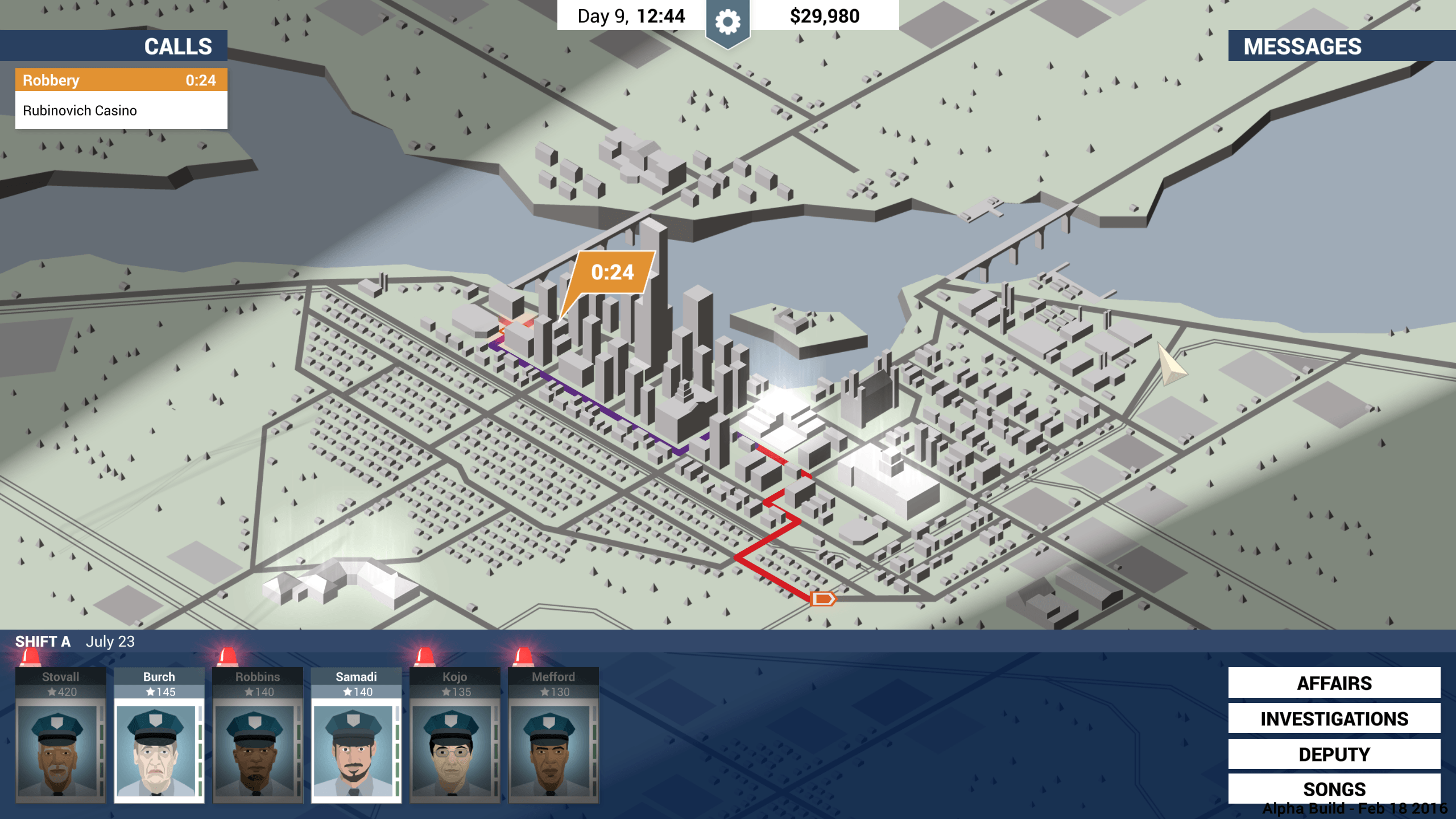
Ізометрична карта Фрібурга, де розвиваються події

Протагоніст, начальник поліції, керує штатом поліцейського відділку із полісменами і детективами, котрі працюють у дві зміни. Він посилає їх на виклики і розслідування злочинів на ізометричної мапі Фрібурга. Кожен робочий день гравця починається відбору найменш втомлених копів, яких пізніше посилає на виклики, що процедурно генеруються на мапі міста.
Гравець не бачить того, що відбувається на місці злочину, але замість цього гра показує текстовий опис події. Сюжет в грі подається через озвучені коміксні вставки між ігровими днями. Співробітники мають ряд якостей, таких як їх досвід, звання, рівень втоми, а також деякі працівники можуть мати особисті якості на кшталт ліні і схильності до алкоголю.
Крім простих викликів, в грі є розслідування, на які посилаються не поліцейські, а детективи, і вони протягом деякого часу працюють і здобувають кадри злочину. Завдання гравця — прочитати показання свідків, вникнути в суть справи і розставити отримані раніше кадри в правильній послідовності.
Стратегічна частина гри полягає у розрахунку оптимального використання свого загону. Якщо відправити на один виклик всіх своїх поліцейських, то з'явиться ризик, що на наступні виклики послати не буде кого. Результат деяких викликів безпосередньо залежить від дій гравця, оскільки є завдання, на яких у гравця є можливість вибрати варіанти дій після прибуття на виклик. Наприклад, якщо надійшов виклик про підозрілу сумку, то по прибуттю на місце події гравцеві надають вибір: вистрілити в сумку або дочекатися загону саперів. Якщо гравець зробить неправильний вибір, то можуть загинути співробітники поліції або цивільні особи.
Гравець кілька разів робить вибір під час сюжетних сцен, наприклад, дає відповіді на запитання кореспондентів під час пресконференції або відповідає під час допиту в мерії, або ж визначає, з якою злочинним угрупованням буде йти співпрацю. Від вибору гравця залежить те, назвуть гравця винним в неправомірних діях чи ні. Якщо зробити неправильний вибір, то гравець ризикує отримати скорочення бюджету і штату від мерії або навіть тюремний термін.

## Сюжет
Гравець діє від імені персонажа Джека Бойда, 60-річного начальника поліції невеликого містечка Фрібург. Головний герой дізнається, що до його звільнення залишилося рівно 180 днів. Його мета — заробити 500 тисяч доларів на гідну пенсію. Бойд — самотній, його дружина пішла до іншого, забрала дітей і не повідомила про їх місцезнаходження. У зв'язку з цим Джек найняв детектива для пошуку сім'ї. Пізніше йому дзвонить молода дівчина Лана — новий прокурор міста, — і в подальшому вона намагається завести стосунки із Бойдом.
Основний антагоніст Джека — мер Фрібурга на прізвище Роджерс, який усіляко тисне на героя. Мерія регулярно вимагає відправити офіцерів зі зміни для своїх цілей. Наприклад для охорони сестри племінниці мера тощо. У міру проходження гри в місті починається війна двох гангстерських угруповань — Варга і Сенді. Джеку доводиться вибрати, з котрим із угруповань він буде співпрацювати. Виконуючи завдання від мафії, як от ігноруючи виклики, Бойд отримує гроші.

## Розробка
Сторінка Kickstarter для збору коштів на гру була створена в січні 2015 року. Початкова мета — 25 000 доларів США була перевершена, а загалом було зібрано 35 508 доларів США. Головного героя гри, Джека Бойда озвучив актор Джон Сент-Джон, відомий за озвучку персонажа більш ніж 10 відеоігор Дюка Нюкема. Вихід гри був запланований на 28 липня 2016 року, але змістився на п'ять днів через помилку видавця.
30 грудня 2016 року видавець THQ Nordic придбав права на інтелектуальну власність This Is the Police.
Випуск гри відбувся 2 серпня 2016 року для персональних комп'ютерів на Windows, MacOS і Linux. Пізніше This Is the Police стала доступна для PlayStation 4 і Xbox One. This Is the Police була видана для Nintendo Switch 24 жовтня 2017 року, а в роздрібний продаж гра надійшла доступна 5 грудня того ж року.

### Сиквел
Основна стаття: This Is the Police 2

У 2018 році Weappy Studio і видавець THQ Nordic анонсували вихід сиквела під назвою This Is the Police 2. Його вихід був намічений на 2 серпня 2018 року в честь другої річниці виходу першої частини серії, але видавець вирішив випустити гру 31 липня. У сиквелі гравець бере участь в тактичних бойових діях в ході розслідувань справ, а Джек Бойд став новим шерифом містечка Шарпвуд.
| Агрегатор  | Оцінка                                         |
| ---------- | ---------------------------------------------- |
| Metacritic | NS: 66/100 PC: 66/100 PS4: 63/100 XONE: 71/100 |

| Видання        | Оцінка |
| -------------- | ------ |
| Destructoid    | 4/10   |
| Game Informer  | 5/10   |
| GameSpot       | 7/10   |
| IGN            | 6/10   |
| PC Gamer (США) | 65/100 |

## Оцінки
Гра отримала змішані відгуки. На сайті-агрегаторі Metacritic This Is the Police була оцінена в 66 балів зі 100 на основі 35 рецензій різних видань.
Алекс Гільядов з GameSpot похвалив гру за її дизайн і захоплюючий сюжет, який підносить гравцеві важкі рішення, але критику не сподобалося те, що детективи часто бувають марними, і також те, що злочини з часом починають повторюватися. Кейт Грей з PC Gamer похвалила гру, але помітила, що гра, якщо грати досить довго, може набриднути. Брент Аблс з Kill Screen сказав, що «до 100-му ігрового дня він почав втрачати з поля зору мету гри».